# Paulo Vitor Barreto
Paulo Vitor Barreto (n. 12 iulie 1985 la Rio de Janeiro) este un atacant brazilian liber de contract.